# Megatoma kaliki
Megatoma kaliki är en skalbaggsart som först beskrevs av William James Beal 1967.  Megatoma kaliki ingår i släktet Megatoma och familjen ängrar. Inga underarter finns listade i Catalogue of Life.